# Formule de Duperray
Cet article court présente un sujet plus développé dans : Pression de vapeur saturante de l'eau.
La formule de Duperray est une formule empirique permettant de calculer la pression de vapeur saturante de l'eau en fonction de la température. Cette formule est :
{\displaystyle P^{\text{sat}}=\left({\frac {T}{100}}\right)^{4}}
avec :
- {\displaystyle T} la température exprimée en degrés Celsius ;
- {\displaystyle P^{\text{sat}}} la pression de vapeur saturante exprimée en atmosphères ;

Exemples :
- à 100 °C la pression de vapeur saturante de l'eau est de 1 atm ;
- à 150 °C la pression de vapeur saturante de l'eau est d'environ 5,06 atm ;
- à 200 °C la pression de vapeur saturante de l'eau est d'environ 16 atm.

La marge d'erreur de cette formule est de quelques pourcents pour une température comprise entre 95 °C et 230 °C.